# Зелёный Кут (Полтавская область)
Зелёный Кут (укр. Зелений Кут) — село,
Савинцевский сельский совет,
Миргородский район,
Полтавская область,
Украина.
До Войны известен как хутор Гаюнов-Пащевский
Село указано на трехверстовке Полтавской области. Военно-топографическая карта.1869 года как хутора Савицкие
Код КОАТУУ — 5323287202. Население по переписи 2001 года составляло 317 человек.

## Географическое положение
Село Зелёный Кут находится в 4-х км от села Савинцы.
По селу протекает пересыхающий ручей с запрудой.

## Экономика
- ЧП «Нива».

## Объекты социальной сферы
- Клуб.